# Bunzing
De bunzing (Mustela putorius) is een roofdier dat behoort tot de familie marterachtigen (Mustelidae). Het is een van de zeven inheemse soorten marterachtigen in België en Nederland. De bunzing komt voor in grote delen van Europa tot in westelijk Azië en uiterst noordwestelijk Afrika.
De bunzing is naaste familie van de wezel en de hermelijn. Over het algemeen zijn de drie soorten goed te onderscheiden, maar er komen soms kleurvariaties voor die de identificatie bemoeilijken. De bunzing is daarnaast de wilde voorvader van de fret (Mustela putorius furo), die als een ondersoort wordt beschouwd. Het is een echte bodembewoner die veel graaft en niet vaak klimt.
De bunzing werpt eenmaal per jaar jongen, dit zijn er ongeveer vijf per keer. Na vier maanden zijn ze zelfstandig en na zes maanden zijn ze volwassen. De bunzing wordt ongeveer vier jaar oud. De bunzing is een zeer actief roofdier dat leeft van prooien als kleine tot middelgrote gewervelde dieren zoals konijnen en vogels. Er worden voedselvoorraden aangelegd. Ook geleedpotige dieren en fruit worden soms gegeten.
Vijanden zijn andere roofdieren zoals slangen en vossen. De mens heeft een negatieve invloed op de bunzing, voornamelijk doordat vele dieren worden doodgereden door het verkeer. Kleine marterachtigen zoals de bunzing, hermelijn en wezel zijn beschermde diersoorten in Nederland.
De bunzing wordt beschouwd als een nuttig dier vanwege de gewoonte om op knaagdieren te jagen. De bunzing kan echter ook ziektes dragen als hondsdolheid of de hondenziekte en deze ook overbrengen op mens en dier.

## Verspreiding en habitat

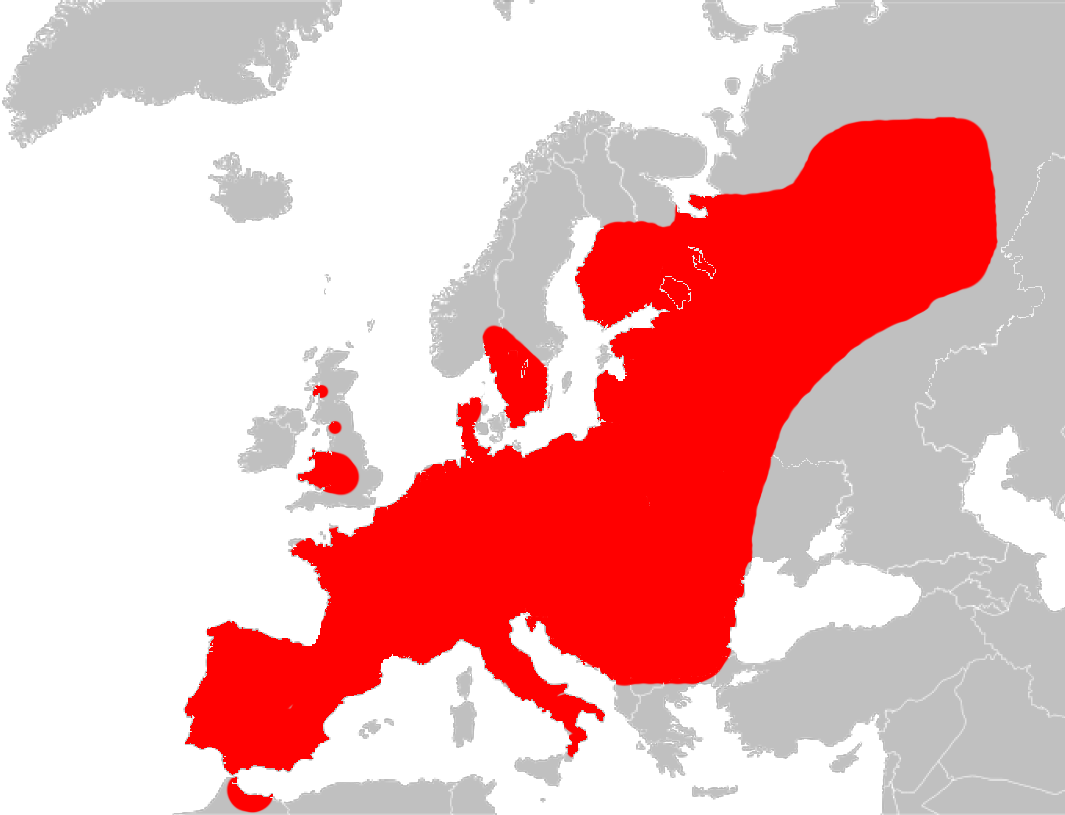
Verspreidingsgebied van de bunzing

De bunzing komt voornamelijk voor in Europa en verder in Turkije en een klein deel van het verspreidingsgebied is te vinden in noordelijk Afrika in Marokko. De oostelijke grens ligt bij de Oeral. Ze komen op bijna het gehele Europese vasteland voor. Op de Britse eilanden is de bunzing zeldzaam en op Ierland ontbreekt de soort. In Schotland kwam vroeger de ondersoort Mustela putorius caledoniae voor, maar deze wordt beschouwd als uitgestorven. De bunzing is hier onlangs herontdekt, maar uit genetische analyse bleken deze populaties te zijn uitgezet.
Het verspreidingsgebied van de bunzing beslaat (delen van) de landen Albanië, Andorra, België, Bosnië en Herzegovina, Bulgarije, Denemarken, Duitsland, Estland, Finland, Frankrijk, Gibraltar, Griekenland, Hongarije, Italië, Kroatië, Letland, Liechtenstein, Litouwen, Luxemburg, Marokko, Moldavië, Montenegro, Nederland, Noord-Macedonië, Nieuw-Zeeland, Noorwegen, Oekraïne, Oostenrijk, Polen, Portugal, Roemenië, Rusland, Servië, Slovenië, Slowakije, Spanje, Tsjechië, Turkije, Verenigd Koninkrijk, Wit-Rusland, Zweden en Zwitserland.
De bunzing komt in Scandinavië alleen in het zuiden voor. In warme delen van zuidelijk Europa is de soort eveneens te vinden, zelfs op geïsoleerde eilanden zoals Corsica en Sicilië. De populaties in Marokko werden vroeger beschouwd als groepen ontsnapte fretten, maar in 2011 werden fossielen gevonden van de bunzing. Tegenwoordig gaat men ervan uit dat de bunzing mogelijk al die tijd inheems is geweest in noordelijk Afrika.
In België komt de soort algemeen voor, hoewel de populatiedichtheden sterk kunnen verschillen. In de regio rond Antwerpen komt de bunzing veel meer voor dan in de provincie West-Vlaanderen. In de Belgische provincies Waals-Brabant, Henegouwen, Luik, Luxemburg en Namen wordt de bunzing als zeldzaam beschouwd. In Nederland komt de bunzing verspreid over het land voor en heeft de status vrij algemeen.

### Habitat
Doordat ze niet kieskeurig zijn wat betreft hun voedsel, komen bunzings voor in vele verschillende landschapstypen. Ze komen vooral voor in bebost laagland nabij water, waaronder rivieroevers en moerassen. In de winter worden bebouwde gebieden opgezocht en is de bunzing te vinden in de buurt van boerderijen.
Het verspreidingsgebied omvat echter ook uitgesproken droge streken zoals steppen en zandduinen. Bergstreken worden echter vermeden.

## Uiterlijke kenmerken

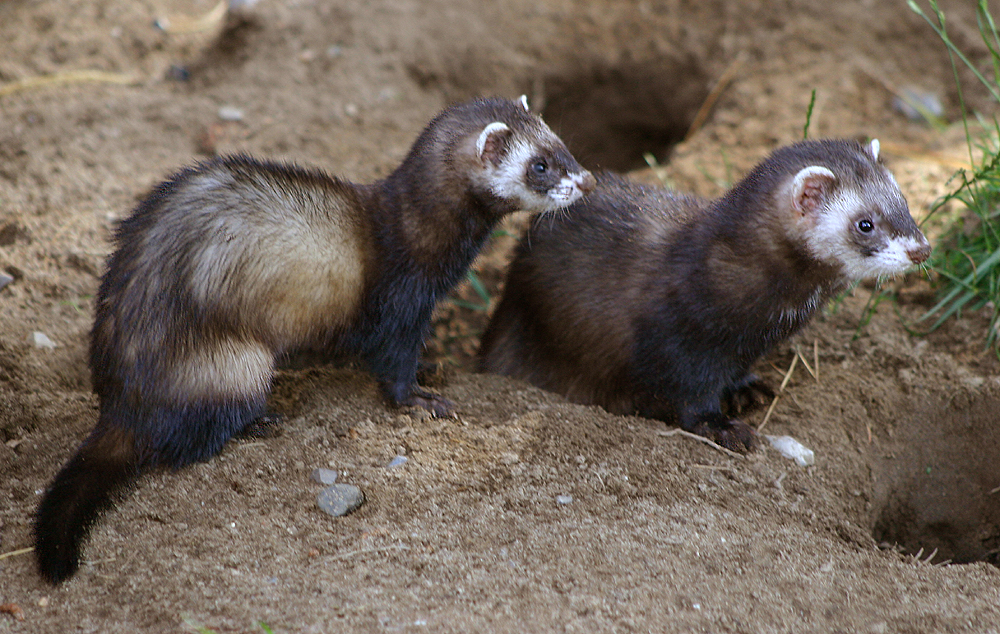
Twee bunzingen in een dierenpark

De bunzing kan een totale lichaamslengte van 45 tot 65 centimeter bereiken. Er is een sterke seksuele dimorfie: de mannetjes worden aanzienlijk groter en zwaarder dan de vrouwtjes. Een mannetje heeft een kop-romplengte van ongeveer 33 tot 45 cm en een staartlengte van 12 tot 18 centimeter. Een mannetje kan een gewicht bereiken van 500 gram tot 1,8 kilo. Het vrouwtje heeft een kop-romplengte van ongeveer 28 tot 38 cm en een staartlengte van 11 tot 15 centimeter. Het vrouwtje kan een gewicht bereiken van 300 tot 900 gram.
De bunzing heeft een dikke vacht, die bruin tot zwart van kleur is. De zichtbare vacht aan de bovenzijde bestaat uit dikkere dekharen die een zwart uiteinde hebben of geheel zwart van kleur zijn. De ondervacht is korter en is veel lichter tot geelbruin van kleur. In de winter echter overgroeit de dan dikkere ondervacht de zwarte dekharen. De bunzing heeft hierdoor in de zomer een donkerbruine kleur en in de winter een lichtbruine kleur. Door deze wintervacht lijkt de bunzing veel dikker. De poten en de staart zijn wel altijd zwart behaard.
De kop van de bunzing is deels wit tot witgeel of grijs behaard. Zowel het voorhoofd, de randen van de oren en de kin hebben een afstekende lichte beharing. Op het midden van de voorzijde van de kop loopt een donkere band tussen de ogen, die het gezicht een duidelijk masker geeft. Bij sommige exemplaren zijn de lichtere delen aan de kop kleiner, en bestaan slechts uit twee lichte vlekken onder de ogen en een witte snuitpunt. De keel en buikzijde zijn niet wit gekleurd, zoals bij enkele gelijkende marterachtigen voorkomt. De neus is altijd donker gekleurd.

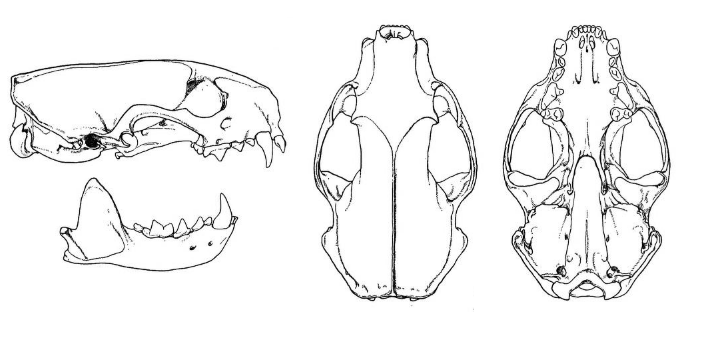
Schedel van een bunzing met v.l.n.r. zijaanzicht, bovenzijde en onderzijde

De schedel van de bunzing is in vergelijking met andere marterachtigen enigszins hondachtig van bouw. Bunzingachtigen zoals de bunzing en de nerts hebben een zeer krachtige beet en laten een prooi dan ook nooit los. Het jukbeen is ver uitgebogen en laat ruimte voor zeer grote kauwspieren (M.temporalis en M.masseter). Ook aan de welving van het kaakbeen is te zien dat de kauwspieren fors van afmeting zijn. De lange hefboom (Processus coronoideus), waar de M.temporalis aangrijpt, maakt een zeer krachtige beet mogelijk. Het gewricht zelf bestaat uit een kommetje aan de schedel waarin het scharnierdeel aan de onderkaak (Processus condyloideus) zeer precies past en opgesloten is. Een uitstekende kam maakt dit slot compleet. De onderkaak is alleen te verwijderen wanneer deze minstens 90° opengeklapt is. Bij planteneters bijvoorbeeld laat het gewricht wel een zijdelingse beweging toe.
De poten zijn relatief kort, maar zijn zeer krachtig. De nagels aan het uiteinde van de poten - de klauwen - zijn niet intrekbaar. De nagels spelen een rol bij het graven van holen.

### Onderscheid met andere soorten
De bunzing is een van de zeven soorten marterachtigen in Nederland. Een achtste soort, de Europese nerts is door menselijk toedoen verdwenen. Ook de Amerikaanse nerts (Mustela vison) komt voor, maar dit is een exoot. Het is de grootste familie van rovende landzoogdieren in de Lage Landen. In de onderstaande uitklapbare tabel zijn de belangrijkste verschillen weergegeven.
| Andere Nederlandse marterachtigen | Andere Nederlandse marterachtigen         | Andere Nederlandse marterachtigen |
| Afbeelding                        | Naam                                      | Kenmerken |
| --------------------------------- | ----------------------------------------- | --- |
|                                   | Boommarter Martes martes (Linnaeus, 1758) | Blijft kleiner, en is zwart met een gele keelvlek, deze soort heeft grotere oren dan de steenmarter. Zeldzaam in Nederland.                                                                                       |
|                                   | Das Meles meles (Linnaeus, 1758)          | Zwaargebouwd en veel groter en duidelijk te onderscheiden. Basiskleur is zwart met witte delen. |
|                                   | Hermelijn Mustela erminea Linnaeus, 1758  | In grote delen van Europa en noordelijk Azië en noordelijk Noord-Amerika. De hermelijn heeft een witte keel en buik en een zwarte staartpunt.                                                                     |
|                                   | Nerts Mustela lutreola (Linnaeus, 1761)   | Niet in België en Nederland, alleen in delen van het Iberisch Schiereiland en delen van Rusland. Blijft kleiner en is waterminnend; de nerts heeft zwemvliezen tussen de tenen.                                   |
|                                   | Otter Lutra lutra (Linnaeus, 1778)        | Geheel Europa, grote delen van Azië en noordelijk Afrika. Waterbewoner en duidelijk te onderscheiden. |
|                                   | Steenmarter Martes foina (Erxleben, 1777) | Zwart met witte keelvlek, kleinere oren dan de boommarter. Komt in Nederland vooral voor in het oosten van het land en is vrij algemeen. Heeft een veel oostelijker verspreidingsgebied en komt ook voor in Azië. |
|                                   | Wezel Mustela nivalis Linnaeus, 1766      | Rode vacht met een witte buik. Enorm verspreidingsgebied over het grootste deel van het Noordelijk halfrond. |

## Levenswijze
De bunzing is een bodembewoner die zelden klimt, ook zwemmen doet het dier niet graag. De bunzing is minder behendig dan zijn verwanten zoals de hermelijn en de wezel. De bunzing beweegt zich door afwisselend te lopen en te springen en nu en dan stil te staan op de achterpoten. De voortbeweging van de bunzing is opmerkelijk snel en lijkt van de zijkant bezien meer op een zwemmende beweging. Dit komt omdat de bunzing de voor- en achterpoten beide tegelijk gebruikt bij de voortbeweging. Het lichaam wordt dicht bij de grond gehouden en de kop en nek worden vooruit gestoken. De rennende bunzing heeft hierdoor van de bovenzijde af gezien wel iets weg van een slang.
Het dier is nachtactief, overdag wordt gescholen in holen. De bunzing kan zelf holen graven, maar gebruikt ook wel bestaande holen van andere dieren zoals vossen en konijnen. Meestal wordt tijdens de avondschemering gejaagd. Van vrouwtjes die hun jongen leren jagen is bekend dat ze zich overdag laten zien. Ook in de winter is de bunzing meer overdag actief dan in de zomer.
De bunzing kent een vorm van vocale communicatie. Er worden verschillende geluiden gemaakt afhankelijk van de gemoedstoestand. De zeer jonge dieren brengen een gepiep voort dat lijkt op het tjirpen van krekels. Volwassen dieren maken zacht grommende, piepende of klok-klok achtige geluiden en als ze boos of opgewonden zijn kunnen harde geluiden worden geproduceerd. Bij een confrontatie met een vijand of een concurrerende soortgenoot worden blazende en gillende geluiden gemaakt.

### Voedsel

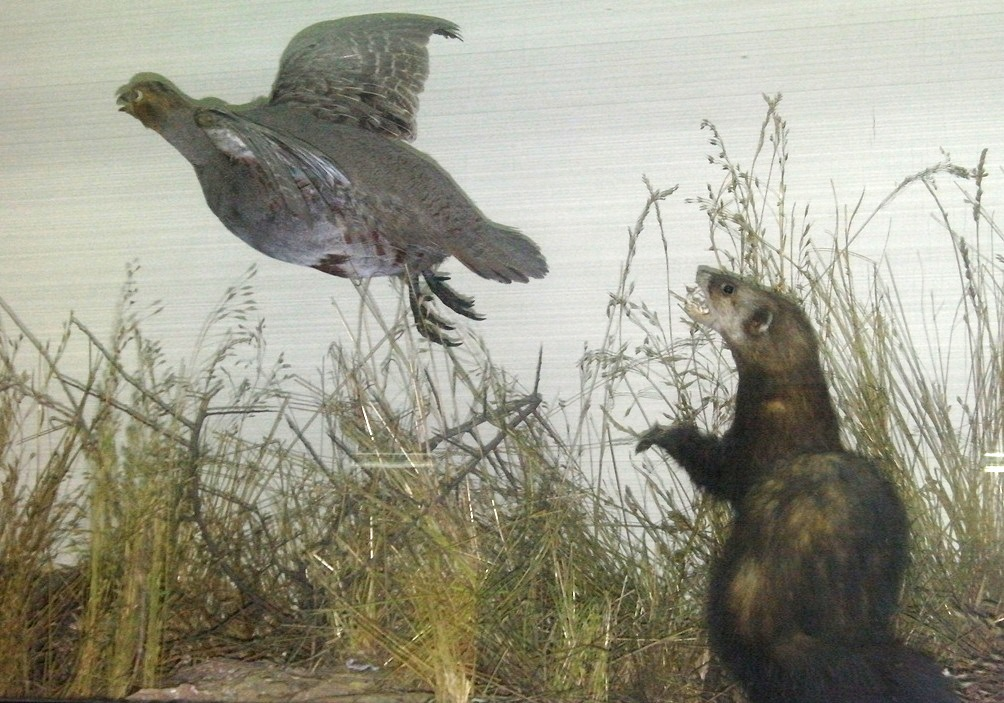
Een bunzing valt een vogel aan, opgezette exemplaren uit het National Museum of Natural History, te Sofia

De bunzing is een felle rover die naast muizen, ratten en kikkers ook een (veel groter) konijn niet uit de weg gaat. Konijnen worden tot in hun hol achtervolgd. Ook vogels worden gegeten, zoals weidevogels, en de bunzing kan met gemak een veel grotere kip aan. De bunzing maakte vroeger voornamelijk konijnen buit, maar door de ziekte myxomatose zijn konijnen in delen van het areaal vrijwel uitgeroeid. Tegenwoordig eet de bunzing daarom vooral andere knaagdieren en kikkers, maar ook vogels, vissen, regenwormen, insecten, hagedissen en aas. Ondanks het voornamelijk carnivore dieet worden ook wel vruchten gegeten. De bunzing heeft een voorkeur voor knaagdieren. Alleen als deze schaars zijn wordt overgeschakeld op het eten van andere dieren en fruit. Het spijsverteringsstelsel van sommige andere roofdieren zoals beren is aangepast op een dergelijke omschakeling, maar bij de bunzing ontbreekt een dergelijk vermogen. Het menu van de bunzing is deels afhankelijk van de geografische omstandigheden. In graslanden worden vooral konijnen gegeten, in moerassen worden meer kikkers buitgemaakt.
De bunzing spoort zijn prooi op met behulp van het goed ontwikkelde reukvermogen en niet zozeer op zicht. Een prooidier wordt meestal in de nek gebeten en vervolgens heen en weer geschud om het te doden. Jonge exemplaren oefenen hierop door elkaar tijdens het spelen zachtjes in de nek te bijten. Bij grotere prooien zoals fazanten wordt de nek geheel afgebeten.
De bunzing legt voedselvoorraden aan. Soms kunnen enkele tientallen dode of verlamde kikkers en padden worden aangetroffen vlak bij het hol van een bunzing. Ook het massaal doden van kippen komt voor als het dier de kans krijgt.

### Vijanden en verdediging
Belangrijke vijanden van de bunzing zijn honden, vossen en slangen. Bij een confrontatie met een roofdier wordt een blazend geluid gemaakt. De bunzing is zeer wendbaar en kan zowel voor- als achteruit lopen om aan vijanden te ontkomen. De huid van de bunzing is voorzien van een elastisch bindweefsel dat niet makkelijk te doorboren is. De huid biedt hierdoor enige bescherming tegen de tanden van roofdieren.
Als het dier in het nauw wordt gebracht richt het de achterzijde op de vijand en spuit het een melkachtig vocht uit de erwtgrote geurklieren aan de staartbasis. Deze straal kan ongeveer 50 centimeter ver reiken. De geur ervan verspreidt zich echter veel verder en staat bekend als verschrikkelijk stinkend. Deze afscheiding wordt ook gebruikt om het territorium te markeren. De wetenschappelijke naam Mustela putorius verwijst hiernaar en betekent vrij vertaald stinkende wezel.

### Voortplanting en ontwikkeling

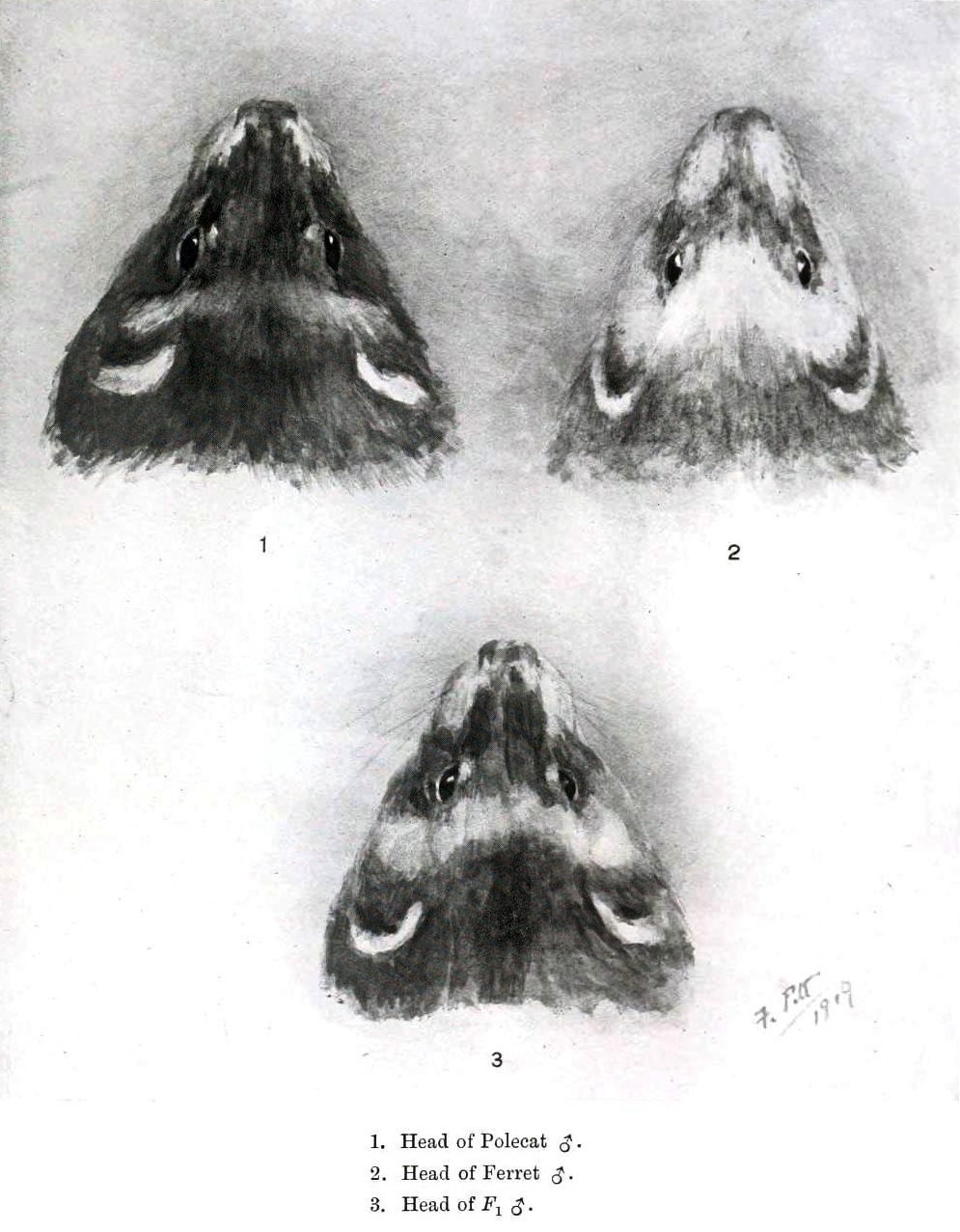
De bunzing (linksboven) kan zich kruisen met de ondersoort fret waarna een hybride ontstaat (onder)

Al vroeg in het voorjaar begint voor de bunzing de paartijd, ook wel roltijd genoemd. Deze duurt van maart tot juni. Het mannetje is geslachtsrijp tussen maart en mei, het vrouwtje eind maart, begin april. Gedurende deze tijd zijn de mannetjes agressief tegen elkaar en achtervolgen elkaar al schreeuwend. Dit kan ook op klaarlichte dag gebeuren, waarbij de ze zich niets aantrekken van andere dieren.
Het mannetje is zeer dominant voorafgaand aan de paring. Hij grijpt het vrouwtje in de nek en sleept haar net zo lang mee tot ze volkomen verslapt is. De copulatie zelf kan tot meer dan een uur in beslag nemen.
De draagtijd varieert van 40 tot 45 dagen, deze kan oplopen tot 65 dagen. Ook het aantal jongen verschilt, gemiddeld worden drie tot acht jongen geboren per worp en meestal zijn het er vijf tot zes. Een vrouwtje produceert in de regel één nest per jaar. Als het nest verloren gaat kan ze wel nog een tweede keer jongen werpen. De vroegste nestjes komen eind april, begin mei.
De jongen worden geboren in een verlaten konijnenhol of een vossenburcht die bekleed is met gras en mos. Ook holle bomen of rotsspleten worden wel gebruikt. Bij de geboorte zijn de jongen volkomen weerloos en zijn kaal en blind. Ze hebben een lichaamsgewicht van ongeveer 9 tot maximaal 10 gram. De jongen zijn al snel in staat om zich te weren tegen koude en warmte. Ze kruipen bij elkaar als het koud is en verwijderen zich van elkaar bij warm weer. Van een moederbunzing in gevangenschap is waargenomen dat ze haar jongen verkoelde door haar vacht nat te maken en op de juvenielen te kruipen. Ze krijgen na ongeveer 20 dagen een laagje zacht donsachtig wit haar en openen ook de ogen. Na drie tot vier weken ontwikkelt zich een donkere vacht. Ze worden een maand lang gezoogd. Na ongeveer twee maanden verkennen ze de omgeving van het nest en gaan later met de moeder mee op jacht. Vader bunzing is niet welkom bij het nest en wordt door de moeder weggejaagd als hij in de buurt komt.
Na ongeveer vier maanden gaan de jongen hun eigen weg en zijn dan zeer kwetsbaar voor roofdieren en het verkeer. De jonge vrouwtjes blijven vaak in de buurt van hun moeder wonen, maar de mannetjes trekken verder weg. Vijf tot zes maanden na de geboorte zijn de jongen volwassen.
In het wild worden bunzings maximaal vier tot vijf jaar oud. Veel exemplaren vinden vroegtijdig de dood door predatie of menselijke activiteiten. In gevangenschap zou de bunzing tot 14 jaar kunnen worden, maar dit is nooit officieel vastgesteld. Het oudste in gevangenschap gehouden exemplaar werd iets ouder dan 11 jaar.

## Interactie met andere dieren

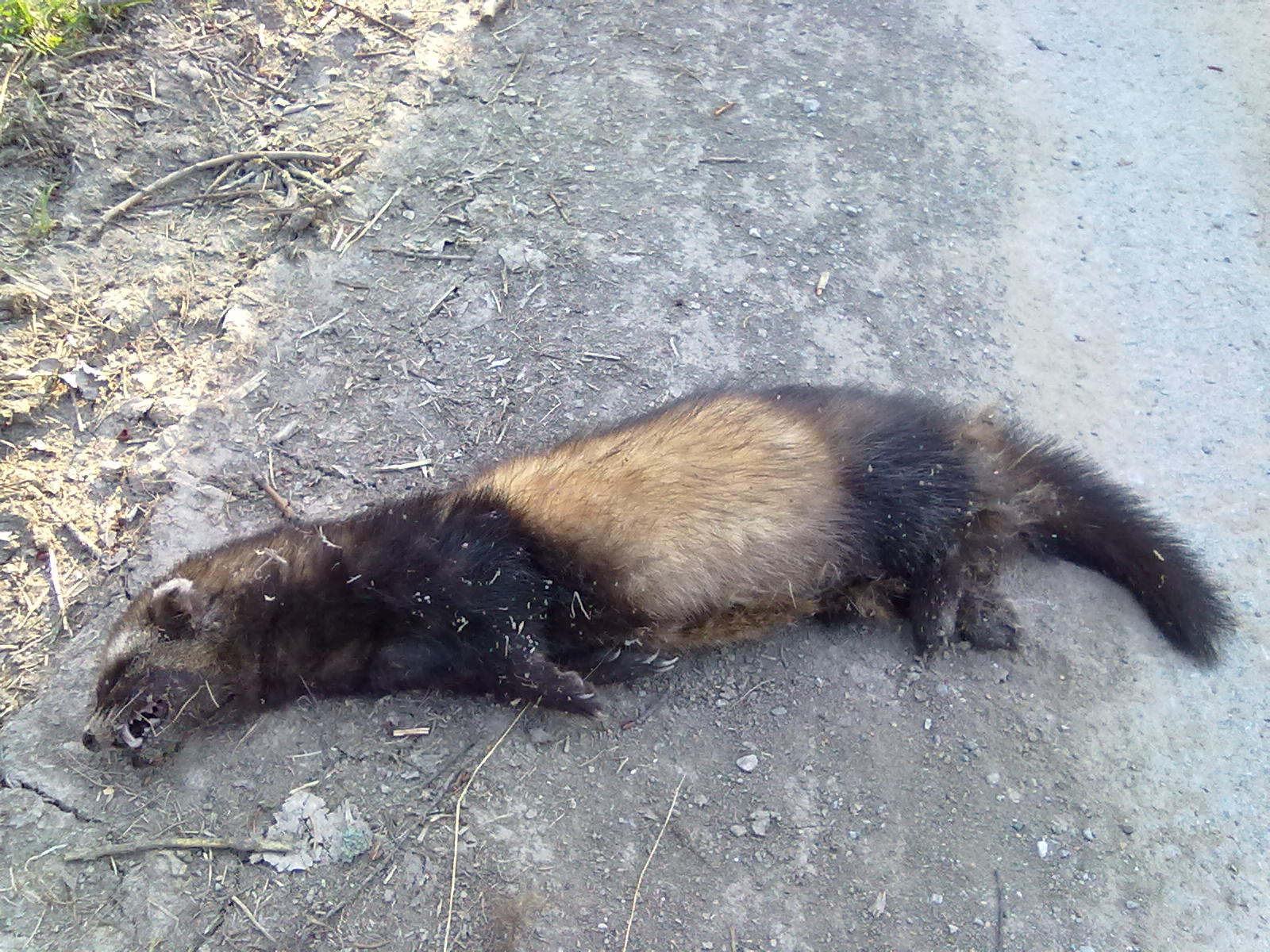
De bunzing wordt vaak aangereden door het verkeer

De bunzing en met name de ondersoort fret wordt al eeuwenlang gebruikt bij de jacht op konijnen. De bunzing wordt gezien als een nuttige soort vanwege het dieet van knaagdieren. Vroeger werden ze echter beschouwd als ongedierte en genadeloos afgeslacht. Tegenwoordig zijn belangrijke menselijke bedreigingen het onopzettelijk vangen in klemmen en vergiftiging door stoffen die bedoeld zijn om knaagdieren te doden.
De bunzing werd vroeger wel bejaagd om zijn vacht te verwerken als bont in exclusieve kleding. De soort is echter nooit zo populair geweest als andere marterachtigen zoals de nerts, die hierdoor bijna werd uitgeroeid. Tegenwoordig wordt de bunzing beschermd in veel landen en is het verboden om de dieren te doden.
Vroeger leefden ze soms ook in boerderijen en boerenschuren, waar ze getolereerd werden, omdat ze niet jagen in de naaste omgeving van hun nest en andere roofdieren op een afstand hielden. De bunzing staat wel bekend als een plaagsoort voor kippenfokkerijen. Dit komt doordat ze voedselvoorraden aanleggen en veel meer kippen doden dan ze op kunnen eten en de rest van de prooien wegslepen. Voorts is de bunzing een mogelijke drager van hondsdolheid. Dit virus is gevaarlijk voor mensen en huisdieren. Ten slotte kan de hondenziekte worden overgebracht op honden en kan de bunzing verkoudheid verspreiden.
De bunzing is berucht vanwege de stank die kan worden verspreid via de anaalklieren. Het dier duikt op in het gezegde stinken als een bunzing, wat betekent dat iets of iemand een ergerlijke stank verspreidt.

#### Invloed van Amerikaanse nerts
De Amerikaanse nerts, die door de mens is verspreid en tegenwoordig als exoot in Europa voorkomt, heeft een overlappende leefwijze met de bunzing. Beide soorten zijn in voedselcompetitie met elkaar en er is sprake van habitatuitsluiting van de bunzing door de nerts. Waar de soorten samen voorkomen, zijn er opvallend meer mannetjes in de bunzingpopulatie. Een mogelijke verklaring is dat vrouwtjes vanwege hun kleinere omvang in het nadeel zijn tegenover de grotere nerts. Omdat ze voor de jongen zorgen en die beschermen, is het risico ook groter dat ze in agressieve situaties verzeild raken. Een laag aantal vrouwtjes is nadelig voor de populatie.

## Naamgeving en taxonomie

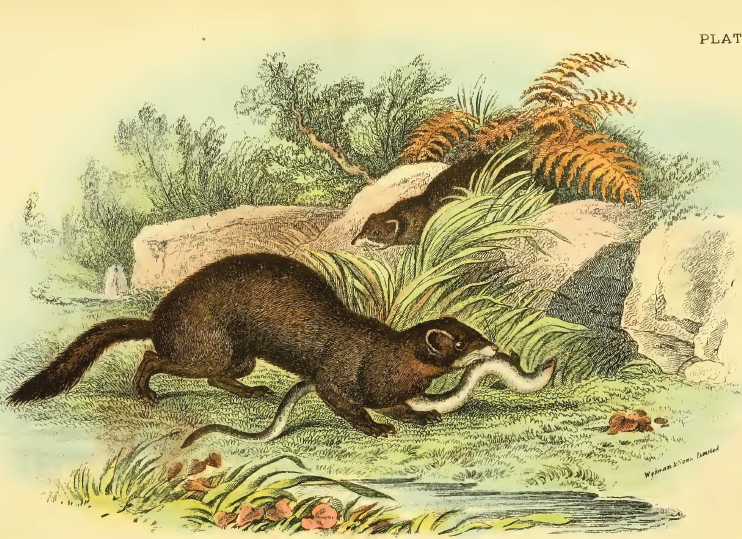
Tekening door Richard Lydekker, 1896

De wetenschappelijke naam Mustela putorius van de soort werd in 1758 gepubliceerd door Carl Linnaeus.
De bunzing wordt ook wel gewone- of Europese bunzing genoemd. Daarnaast wordt de oudere naam fis soms gebruikt.
Ten oosten van de lijn Coevorden, Oss en vervolgens langs de Maas tot Venlo wordt in de streektalen de bunzing ulk genoemd. Rondom 's-Hertogenbosch kwam de vorm ulling voor en rondom Venlo de vorm ielk. Deze beschrijving weerspiegelt de situatie in de eerste helft van de 20e eeuw. Het woord ulling wordt lokaal ook wel gebruikt als vriendelijke scheldnaam. Dan refereert het aan het stinkdier. In het Wijchense boek: Wanne Proat en Allenig op een benkske, staat de ulling verder vernoemd als oud Wijchens woord. In het oud-Vlaams vindt men het woord fissauw of fiesjow terug als benaming voor de bunzing.
Andere in onbruik geraakte namen zijn bontsem, stinkrat, en stinkende wezel.
De bunzing beschreven door Carl Linnaeus in 1758 in Systema naturae. Later werd de soort in het ondergeslacht Putorius geplaatst. De verwante steppebunzing (Mustela eversmanii) werd door sommigen als een variatie beschouwd waaruit de gedomesticeerde fret is ontstaan. De verouderde naam van de fret is dan ook Mustela eversmanii furo. Dit wordt echter beschouwd als achterhaald en de steppebunzing wordt niet meer als oudersoort gezien. De fret wordt soms wel als een aparte soort beschouwd, waarvoor de correcte naam dan Mustela furo is.
De bunzing behoort tot de orde van de roofdieren (Carnivora) en de familie marterachtigen (Mustelidae). Het is een van de soorten kleine marters uit het geslacht Mustela.
Er worden zeven ondersoorten onderscheiden, waarvan er één is uitgestorven. Dit is de ondersoort Mustela putorius caledoniae, die voorkwam in Schotland.
In de onderstaande tabel worden alle ondersoorten weergegeven. Van verschillende ondersoorten is de status niet geheel duidelijk, deze zijn hieronder niet opgenomen.
| Lijst van ondersoorten van de bunzing | Lijst van ondersoorten van de bunzing | Lijst van ondersoorten van de bunzing | Lijst van ondersoorten van de bunzing              |
| Afbeelding                            | Naam                                  | Auteur                                | Verspreidingsgebied                                |
| ------------------------------------- | ------------------------------------- | ------------------------------------- | -------------------------------------------------- |
|                                       | Mustela putorius anglia               | Pocock, 1936                          | Groot-Brittannië, Wales                            |
|                                       | Mustela putorius aureola              | Barrett-Hamilton, 1904                | Portugal, Spanje                                   |
|                                       | Mustela putorius caledoniae           | Tetley, 1939                          | Engeland, Schotland                                |
|                                       | Fret (Mustela putorius furo)          | Linnaeus, 1758                        | Noord-Afrika, geïntroduceerd over de gehele wereld |
| Plaats uw zelfgemaakte foto hier      | Mustela putorius mosquensis           | Heptner, 1966                         | Rusland, Wit-Rusland                               |
|                                       | Mustela putorius putorius             | Linnaeus, 1758                        | Vrijwel geheel Europa                              |
| Plaats uw zelfgemaakte foto hier      | Mustela putorius rothschildi          | Pocock, 1932                          | Roemenië                                           |